# Karl Ebert (Jurist)
Karl Wilhelm Ebert (* 4. September 1869 in Meerane; † 24. Dezember 1948 in Oelsnitz/Vogtl.) war ein deutscher Verwaltungsjurist und zuletzt Chefpräsident des Landesfinanzamtes Leipzig.

## Leben und Werk
Er war der Sohn des Fleischermeisters Wilhelm Ebert aus Meerane und dessen Ehefrau Ernestine, geborene Schill. Nach dem frühen Tod seiner Mutter wuchs er bei den Großeltern in Oelsnitz im sächsischen Vogtland auf, wo er die Volks- und die Bürgerschule besuchte. Danach ging Karl Ebert auf die Fürstenschule in Grimma und studierte er von 1890 bis 1894 Rechts- und Staatswissenschaften an der Universität Leipzig. Nach dem Studium leistete er als Einjährig-Freiwilliger seinen Wehrdienst beim 7. Infanterie-Regiment „König Georg“ Nr. 106 der Sächsischen Armee in Leipzig ab und wurde als Leutnant 1898 zur Reserve entlassen.
Seine erste berufliche Anstellung erhielt er als Assistent in der Zollverwaltung. Als Finanzassistent war er danach Vorsteher der Hauptzollämter Annaberg, Leipzig II und Chemnitz. Nach seiner Beförderung zum Finanzrat wurde Karl Ebert Mitglied der Grenzzolldirektion Dresden, wo er zum Oberfinanzrat aufstieg. Am 1. Oktober 1912 ernannte ihn Kaiser Wilhelm II. auf Vorschlag des Bundesrates zum Reichsbevollmächtigten für Zölle und Verbrauchssteuern für die preußischen Provinz Schlesien, der ihm auch den Roten Adlerorden verlieh. Nach Ausbruch des Ersten Weltkriegs zog er ins Feld. Ausgezeichnet mit dem Eisernen Kreuz II. Klasse und dem Ritterkreuz I. Klasse des Albrechts-Ordens mit Schwertern kehrte Ebert als Hauptmann der Landwehr am Kriegsende zurück.
Im Dezember 1919 erfolgte seine Ernennung zum Abteilungspräsidenten des Landesfinanzamtes Leipzig. 1921 wurde er Mitglied der Deutschen Gesellschaft zur Erforschung vaterländischer Sprache und Altertümer in Leipzig und im Juli 1932 trat er der NSDAP bei. Im Juli 1933 wurde er zum Chefpräsidenten des Landesfinanzamtes ernannt.
Karl Ebert war spezialisiert auf Fragen der Organisation der Reichsfinanzverwaltung, auf Zölle und Verbrauchersteuern.